# 微软小工具
微軟小工具（Microsoft Gadgets）是微軟推出的一系列單一功用的小型軟體，它们可建立於桌面环境或網頁上，依據微軟自家的定義，微軟小工具可分成三大類：
- 桌面邊欄小工具（Gadgets for Windows Sidebar）
- 網站應用小工具（Gadgets for Start.com）
- 可分離式設備小工具（Gadgets for Windows SideShow）

這些小工具合稱Microsoft Gadgets。透過桌面邊欄（Sidebar）提供的APIs，程式人員可將自行編寫的程序掛接到邊欄上面。
因Windows Vista、Windows 7中的Windows資訊安全看板內存在的安全性漏洞，该软件目前已停止開發及更新。但是用户也能在後續操作系統（如Windows 8、Windows 8.1、Windows 10）中以特定方法安装。與前者不同的是，这不是内置功能。
在Windows 11中，微软重新内置此功能。